# Gustavo Del Vecchio
Pour les articles homonymes, voir Del Vecchio.
Gustavo Del Vecchio (né à Lugo le 22 juin 1883 et mort à Rome 6 septembre 1972) est un économiste, homme politique et universitaire italien.

## Biographie
Gustavo Del Vecchio est né à Lugo en 1883. Il est issu d'une famille appartenant à la communauté juive de Lugo, il perd son père, Cesare, à un âge précoce, lorsqu'il est tué par un employé de l'entreprise où il travaille (21 juin 1887). Sa mère, Beatrice Cavalieri, décide de s'installer à Bologne avec ses enfants. Gustavo a fréquenté les écoles de Bologne de l'école primaire au lycée.
En 1900, il s'inscrit à la faculté de droit de l'université La Sapienza à Rome. Il y rencontre l'un de ses premiers professeurs, Arturo Labriola, professeur de philosophie de l'histoire. L'année suivante, il retourne à Bologne et poursuit ses études de droit à l'université de Bologne. Il suit les cours de l'économiste Tullio Martello. En 1904, à l'âge de 21 ans, Del Vecchio obtient son diplôme avec une thèse sur la théorie du monopole. Il termine ses études en Angleterre et en Allemagne (Université Humboldt de Berlin),.
Après avoir participé comme volontaire à la Première Guerre mondiale, Del Vecchio commence à enseigner l'économie à l'Institut supérieur des sciences économiques et commerciales de Trieste de 1920 à 1926, à l'université de Bologne à partir de 1926 et à l'université Bocconi à Milan à partir de 1930.
Gustavo Del Vecchio a produit des publications concernant ses recherches. En 1909, il commence à collaborer avec le journal Giornale degli economisti e Annali di economia. Ses recherches sur la monnaie et le crédit sont publiées sous le titre  Ricerche sopra la teoria generale della moneta (1932). Il a été éditeur et directeur de revues, telles que Econometrica, Economia, Beiträge zur Ökonomischen Theorie, Economia Internazionale, Rivista bancaria,.
Jusqu'en 1933, il a pu éviter l'adhésion au parti fasciste obligatoire pour les enseignants des universités italiennes. En 1934, il devient recteur de l'université Bocconi. En 1938, il est exclu de toute fonction en raison des lois raciales édictées par le régime fasciste. Contraint d'abandonner l'enseignement, il émigre en 1943 en Suisse où il reste jusqu'en 1945 quand il retourne à enseigner à Bologne. 
Après la Seconde Guerre mondiale, Gustavo Del Vecchio contrue aux décisions gouvernementales en matière de politique économique. Il est conseiller de Meuccio Ruini, ministre de la Reconstruction des terres libérées  dans le gouvernement Parri (juin-décembre 1945). Il a plaidé contre l'approbation d'un impôt mondial sur la fortune. En 1947, il est nommé ministre du Trésor dans le quatrième gouvernement De Gasperi (31 mai 1947 - 23 mai 1948). Il assure l'intérim du ministre du budget après l'élection à la présidence de la République de Luigi Einaudi qui en avait la charge. Del Vecchio travaille à la stabilisation de la lire et à l'arrêt de l'inflation, et en août 1947, il prend la présidence du Comité interministériel du crédit et de l'épargne,.
En 1948, il obtient les chaires de finance et de droit financier à « La Sapienza » à Rome, qu'il occupe jusqu'en 1958. Entre 1948 et 1950, il occupe le poste  de gouverneur du Fonds monétaire international et, à partir de 1958, il est membre du Conseil national de l'économie et du travail.
Federico Caffè figure parmi ses élèves. Gustavo Del Vecchio est  mort à Rome le 6 septembre 1972.

## Publications
- (it) Lineamenti generali della teoria dell'interesse, Rome, Athenaeum, 1915.
- (de) Grundlinien der Geldtheorie, Tübingen, Mohr, 1930.
- (it) Capitale e interesse, Turin, Einaudi, 1956.
- (it) Economia generale, Turin, UTET, 1961.